# Андрощук Петро Володимирович
Петро́ Володи́мирович Андрощу́к — солдат Збройних сил України, учасник російсько-української війни, частина базується у Житомирській області.

## Нагороди
31 жовтня 2014 року за особисту мужність і героїзм, виявлені у захисті державного суверенітету та територіальної цілісності України, вірність військовій присязі під час російсько-української війни, відзначений — нагороджений орденом «За мужність» III ступеня.